# Малый неполнокрыл
Малый неполнокрыл, или еловый неполнокрылый усач, или хвойный неполнокрылый усачик, или коротконадкрылый малый усачик (лат. Molorchus minor), — вид жуков-усачей из подсемейства настоящих усачей. Распространён в Европе, России, на Кавказе, в Закавказье, Турции и Иране. Личинки развиваются внутри хвойных деревьев, таких как сосна, пихта. Длина тела имаго 6—16 мм.

## Классификация
- Molorchus minor fuscus Hayashi, 1955
- Molorchus minor minor (Linnaeus, 1758)
  - Molorchus minor minor var. incarinatus Plavilstshikov, 1932
  - Molorchus minor minor var. rufescens Kiesenwetter, 1879